# Mike Flynn (calciatore)
Mike Anthony Flynn (Oldham, 23 febbraio 1969) è un ex calciatore inglese, di ruolo difensore.

## Carriera

### Club
Nel 1988 il Norwich City lo preleva dall'Oldham Athletic in cambio di circa € 116.000. A Norwich non scende mai in campo, venendo ceduto al Preston North End nell'annata seguente, per circa € 145.000. Dopo quattro stagioni di Division Three, passa allo Stockport County (circa € 145.000), vestendo anche le casacche di Stoke City, Blackpool, Barnsley e andando a chiudere la carriera tra i dilettanti.
Vanta almeno 738 presenze in tutti i campionati.